# Station Bessancourt
Station Bessancourt is een spoorwegstation aan de spoorlijn Ermont-Eaubonne - Valmondois. Het ligt in de Franse gemeente Bessancourt in het departement Val-d'Oise (Île-de-France).

## Ligging
Het station ligt op kilometerpunt 22,034 van de spoorlijn Ermont-Eaubonne - Valmondois (nulpunt in Saint-Denis).

## Diensten
Het station wordt aangedaan door treinen van Transilien lijn H tussen Paris-Nord en Persan - Beaumont, via Ermont - Eaubonne.

## Vorig en volgend station
| Richting          | Vorig station | Lijn    | Volgend station | Richting   |
| ----------------- | ------------- | ------- | --------------- | ---------- |
| Persan - Beaumont | Frépillon     | Trans H | Taverny         | Paris-Nord |